# (26518) Bhuiyan
(26518) Bhuiyan est un astéroïde de la ceinture principale d'astéroïdes.

## Description
(26518) Bhuiyan est un astéroïde de la ceinture principale d'astéroïdes. Il fut découvert le 4 février 2000 à Socorro (Nouveau-Mexique) par le projet LINEAR. Il présente une orbite caractérisée par un demi-grand axe de 3,05 UA, une excentricité de 0,13 et une inclinaison de 0,6° par rapport à l'écliptique.

## Compléments